# Смоленский поход Изяслава Давыдовича
Смоленский поход Изяслава Давыдовича — разорительный поход в Смоленское княжество зимой 1159/1160 годов Изяслава Давыдовича и половцев. Предпринят после потери Изяславом Киева (1158) и неудачной попытки вернуть Чернигов (1159), в чём значительную роль сыграло вмешательство Ростислава Мстиславича смоленского и киевского.
Изяслав сначала пришёл с половцами во Вщижское княжество к своему племяннику Святославу Владимировичу, а затем вторгся в Смоленское княжество. Половцы взяли в плен около 10 000 человек, многих уничтожили.
Вслед за этой акцией Ростислав и союзники предприняли поход на Вщиж.